# Верхний Пелым
Верхний Пелым — упразднённый в ноябре 2013 года посёлок, относившийся к Хорпийскому сельсовету города областного подчинения Ивделя Свердловской области России. На муниципальном уровне входил в состав Ивдельского городского округа.

## Географическое положение
Верхний Пелым располагался в 95 километрах к северо-северо-западу от города Ивделя, в таёжной местности, в верховьях реки Пелым. Автомобильное сообщение отсутствало, водное сообщение по реке Пелым.

## История
Посёлок Верхний Пелым возник и существовал при Ивдельлаге.
В советское время располагалась станция Верхний Пелым узкоколейной железной дороги Хорпия — Верхний Пелым — Мальтьяки. В настоящее время разобрана.
Областным законом № 107-ОЗ от 29 октября 2013 года посёлок Верхний Пелым был упразднён. Закон вступил в силу через 10 дней после официального опубликования.

## Население
| 2002 | 2010 |
| ---- | ---- |
| 1    | ↗2   |